# Bømlo
Bømlo è un comune norvegese della contea di Vestland.